# Dragon Drive
Dragon Drive (яп. ドラゴンドライブ Дорагон Дорайбу) — манга Кэнъити Сакуры (яп. 佐倉ケンイチ). Dragon Drive выходила в ежемесячном журнале Gekkan Shonen Jump издательства Shueisha. 5 января 2006 года издание манги было оконченно, суммарно она составила 14 томов. 38-серийная аниме-адаптация, из которой были вырезаны отдельные сцены насилия, транслировалась по телеканалу TV Tokyo в 2002—2003 годах.

## Сюжет
Действие происходит в школе. Лентяй Рэйдзи Оодзора (яп. 大空レイジ Оодзора Рэйдзи) не может закончить ни одного дела и постоянно получает низкие отметки. Тогда Майко Юкино (яп. 雪野麻衣子 Юкино Майко) знакомит его с видеоигрой Dragon-Drive, в которой игроки, находясь в виртуальном городе, сражаются друг с другом. У каждого игрока есть напарник-дракон. Лень, равнодушие и слабые успехи в школе позволяют Рэйдзи получить лишь самого маленького и ленивого дракончика.